# Crematogaster subdentata
Crematogaster subdentata är en myrart som beskrevs av Mayr 1877. Crematogaster subdentata ingår i släktet Crematogaster och familjen myror.

## Underarter
Arten delas in i följande underarter:
- C. s. flavicapilla
- C. s. kaschgariensis
- C. s. kuznetzovi
- C. s. subdentata